# Romantic Warriors
Romantic Warriors jest piątym albumem niemieckiego zespołu Modern Talking wydanym w 1987 roku przez zachodnioniemiecką wytwórnię Hansa International. Album zawiera jeden międzynarodowy przebój: Jet Airliner.

## Wyróżnienia
| Wyróżnienie     | Państwo         |
| --------------- | --------------- |
| Platynowa Płyta | Chile Hiszpania |
| Złota Płyta     | Hongkong Niemcy |

## Lista utworów
LP (Hansa 208 400)	rok 1987
| No. | Tytuł                | Długość |
| --- | -------------------- | ------- |
| 1.  | Jet Airliner         | 4:19    |
| 2.  | Like A Hero          | 3:45    |
| 3.  | Don't Worry          | 3:31    |
| 4.  | Blinded By Your Love | 4:02    |
| 5.  | Romantic Warriors    | 3:59    |
| 6.  | Arabian Gold         | 3:43    |
| 7.  | We Still Have Dreams | 3:18    |
| 8.  | Operator Gimme 609   | 3:39    |
| 9.  | You And Me           | 4:04    |
| 10. | Charlene             | 3:50    |

## Lista przebojów (1987 r.)
| Państwo    | Szczytowe Miejsce |
| ---------- | ----------------- |
| Niemcy     | 3                 |
| Austria    | 6                 |
| Szwecja    | 15                |
| Szwajcaria | 8                 |
| Turcja     | 1                 |
| Norwegia   | 10                |
| Grecja     | 12                |

## Autorzy
- Muzyka: Dieter Bohlen
- Autor Tekstów: Dieter Bohlen
- Wokalista: Thomas Anders
- Producent: Dieter Bohlen
- Aranżacja: Dieter Bohlen
- Współproducent: Luis Rodriguez